# Colaboração Científica LIGO
A Colaboração Científica LIGO (em inglês LIGO Scientific Collaboration ou LSC) é uma colaboração científica de institutos internacionais de física e grupos de pesquisa dedicados à busca de ondas gravitacionais. A LSC foi estabelecida em 1997, sob a liderança de Barry Barish. Sua missão é garantir oportunidades científicas iguais para participantes individuais e instituições, organizando pesquisas, publicações e todas as outras atividades científicas, e inclui cientistas do Laboratório LIGO e instituições colaboradoras. Barish nomeou Rainer Weiss como o primeiro porta-voz.
Os membros da LSC têm acesso aos detectores Advanced LIGO nos Estados Unidos em Hanford, Washington e em Livingston, Louisiana, bem como o detector GEO 600 em Sarstedt, na Alemanha. Sob um acordo com o Observatório Europeu da Gravidade (EGO), os membros da LSC também têm acesso aos dados do detector Virgo em Pisa, Itália. Enquanto o LSC e a colaboração Virgo são organizações separadas, eles cooperam de perto e são referidos coletivamente como "LVC". 
A atual porta-voz do LSC é Gabriela González, da Louisiana State University. O Diretor Executivo do Laboratório LIGO é David Reitze da Universidade da Flórida.
Em 11 de fevereiro de 2016, as colaborações de LIGO e de Virgo anunciaram que conseguiram fazer a primeira observação gravitacional direta da onda em 14 setembro 2015.

## Participação brasileira
O Brasil é membro oficial da Colaboração Científica LIGO desde 2011, através do grupo GWINPE do Instituto Nacional de Pesquisas Espaciais localizado em São José dos Campos (SP). O grupo é composto pelos membros: Prof. Odylio Aguiar (diretor do grupo), Dr. César Costa, Márcio Constâncio Jr, Elvis Ferreira, Allan Silva e Marcos Okada. Além disso, o italiano Dr. Riccardo Sturani, pesquisador do Instituto Internacional de Física da Universidade Federal do Rio Grande do Norte também é membro da colaboração.
O grupo do INPE desenvolve instrumentação de isolamento vibracional para futuras operações do detector LIGO, além de trabalhar na caracterização dos detectores.

## Prêmios
Em 2016 todos os membros da colaboração receberam prêmios internacionais, como o Special Breakthrough Prize in Fundamental Physics e o Gruber Cosmology Prize.
1. ↑  «LIGO Scientific Collaboration - Learn about the LSC». www.ligo.org. Consultado em 19 de março de 2017
2. ↑  «Gravitational Waves Detected 100 Years After Einstein's Prediction». LIGO Lab | Caltech
3. 1 2  «INPE / Not�cias - INPE participa do LIGO, projeto que detectou as ondas gravitacionais previstas por Einstein». www.inpe.br (em inglês). Consultado em 19 de março de 2017 replacement character character in |titulo= at position 11 (ajuda)
4. ↑  «IIP». Consultado em 19 de março de 2017
5. ↑  «Breakthrough Prize». breakthroughprize.org (em inglês). Consultado em 19 de março de 2017
6. ↑  «2016 Gruber Cosmology Prize | The Gruber Foundation». gruber.yale.edu (em inglês). Consultado em 19 de março de 2017